# Романо д'Ецелино
Рома̀но д'Ецелѝно (на италиански: Romano d'Ezzelino; на венециански: Roman, Роман) е град и община в Северна Италия, провинция Виченца, регион Венето. Разположен е на 132 m надморска височина. Населението на общината е 14 478 души (към 2015 г.).